# François-Clément de Mareschal de Luciane
François-Clément de Mareschal de Luciane, né le 27 octobre 1843 à Billième (Savoie) où il est mort le 19 juin 1917, est un militaire (capitaine de cavalerie) et érudit savoyard (paléographe et héraldiste).

## Biographie

### Origines
François-Clément de Mareschal de Luciane naît le 27 octobre 1843, à Billième[réf. nécessaire]. Il est le fils  d'Alexis-Antoine de Mareschal-Luciane (1779-1853), officier et qualifié de comte, et de sa troisième épouse, Marie-Eusébine de Saint-Bonnet († 1876).
Il est issu de la branche cadette en ligne féminine de la famille Mareschal. Il est désigné, tout comme son père, avec le titre de comte de Mareschal,.

### Formation et carrière militaire
En 1862, il obtient le grade de bachelier es-sciences de la faculté des sciences de Paris, puis il est reçu de la faculté de droit, en avril 1869. Par la suite, il intègre  Saint-Cyr.
Il est officier de cavalerie, au 3e chasseurs à cheval, capitaine au 3e régiment de spahis.
Il démissionne en 1877.

### Activités
Avec son épouse Rose de Ville de Travernay (1855-1931), ils sont châtelains à Billième,.
Il est élu le 7 janvier 1886 à l'Académie des sciences, belles-lettres et arts de Savoie, avec pour titre académique Effectif (titulaire).
Il est maire de Billième.
Il est le principal collaborateur d'Amédée de Foras pour l'écriture de la série l'Armorial et nobiliaire de l'ancien duché de Savoie, participant notamment à la rédaction du quatrième volume. Le comte de Foras le désigne comme son successeur pour la publication des suivants dans l'avant-propos de ce quatrième volume, daté de 1898. Le comte de Foras meurt l'année suivante. Peu avant sa mort, en 1917, François-Clément de Mareschal de Luciane désigne le comte Pierre de Viry pour la poursuite du travail de publication.
François-Clément de Mareschal de Luciane meurt le 19 juin 1917, dans son château de Billième.

## Famille
François-Clément de Mareschal de Luciane épouse, le 19 novembre 1872, Rose-Henriette de Ville de Travernay (1855-1931), fille du comte de Ville de Travernay. Ils ont six enfants, :
- Joseph-Marie-Alexandre-Henri (1877- ?),
- Marie-Eurgénie-Alix-Eusébie (1877-1946), ∞ (1898) Marie-Aimé-Louis Charpy, officier,
- Jeanne-Caroline-Rose-Marie (1879-1900),
- François-Alexandre-Hippolyte (1880-1957),
- Louise-Jeanne-Clémence-Marie (1883-1903),
- Emmanuelle-Camille-Marie (1887-1966).

### Fonds
- Fonds : Clément de Mareschal (1234-1860).  Cote : FR.AD073 10F 1-391. Chambéry : Archives départementales de la Savoie (présentation en ligne)..